# 复旦投毒案
复旦投毒案，司法称林森浩故意杀人案，2013年4月发生于复旦大学枫林校区。同为复旦大学上海医学院2010级硕士研究生、住同寝室的林森浩与黄洋因琐事发生矛盾，林森浩于3月31日从复旦大学附属中山医院实验室取得剧毒化学品N-二甲基亚硝胺原液并随后投放至寝室的饮水机内，黄洋翌日（4月1日）饮用该饮水机的水后感觉不适遂前往中山医院就诊。由于病因不明，虽经医院全力抢救但黄洋病情却持续恶化，最终于当月16日下午15时23分抢救无效不幸去世。2014年2月18日，上海市第二中级人民法院以故意杀人罪判处林森浩死刑。2015年1月8日，上海市高级人民法院作出二审裁定，维持原判。2015年12月8日，中华人民共和国最高人民法院核准林森浩死刑。2015年12月11日，林森浩在上海被执行死刑。

## 相关各方

### 被害人
黄洋（1985年8月15日－2013年4月16日），四川省自贡市荣县人，家中独子。父母均为下岗职工。
黄洋高中就读于荣县的荣县中学。2004年首次参加高考因分数未达理想学校分数选择复读。2005年第二次高考以690分进入复旦大学公共卫生学院预防医学专业学习，2010年转入临床医学专业，并获得直研进入复旦大学附属眼耳鼻喉科医院耳鼻喉科的机会。读研期间黄洋曾接受学校的特困生奖助金。黄洋在事发前刚获得直升博士生的机会，考博成绩為耳鼻喉科第一名。

### 加害人
林森浩（1986年10月17日－2015年12月11日），广东省汕头市人，家中排行第三，有两姐姐一弟一妹。父亲在服装厂打工，母亲从事废品回收工作，并患有心脏病。
林森浩高中就读于潮阳一中，2006年考入中山大学中山医学院。2010年免试进入复旦大学上海医学院攻读研究生，并在复旦大学附属中山医院见习，专业为影像医学与核医学。
黄洋事发前居住在复旦大学枫林校区西区20号楼421寝室，与林森浩为同一寝室室友。

## 案件经过

N-亚硝基二甲胺

2013年3月31日中午，林森浩将其实验后剩余的剧毒化合物N-二甲基亚硝胺带至寝室，并注入饮水机槽。第二天早上，黄洋喝下寝室内饮水机内的水。至10时许，黄洋开始有恶心、呕吐、发烧等症状，并于当日中午被导师和同学送到复旦大学附属中山医院。医院初步诊断认为是吃坏了东西，按照胃肠炎给予输液治疗。因为症状没有好转，黄洋在同学的陪同下于4月2日晚上9时前往急诊，化验结果表明其肝功能已经出现损伤。3日，黄洋病情加重，血小板数量减少，转移进外科重症监护室。经过初步会诊，医生认为是中毒而造成的肝损伤，但因毒素不明，难以判断及对症下药。兩天之後，黄洋鼻孔出血。8日，黄洋陷入昏迷状态，但病因仍不明确。
4月9日，黄洋的师兄孙希才接到黄、林同寝室室友葛俊琦短信，短信内容是“提请注意一种化学药物，周围有人常在用。”孙立刻将情况告知黄洋的导师，并通过查阅资料发现接触N-二甲基亚硝胺的试验用小白鼠的症状与黄洋的症状类似。之后其向复旦大学保卫处、上海市公安局文保分局报案。11日，上海市公安局文化保卫分局接复旦大学保卫处对黄洋中毒事件报案，上海警方接报后立即组织专案组开展侦查。经现场勘查和调查走访后通报，在黄洋宿舍的饮水机残留水中检测出有毒化合物。并发现黄洋同寝室同学林森浩有重大作案嫌疑，当晚对其实施刑事传唤。
12日，医院发出了黄洋的《病危通知书》。同日林森浩被刑事拘留。次日下午，黄洋瞳孔放大。14日，黄洋脑电图消失，肺部因为纤维化而没办法自主呼吸。之後4月16日，复旦大学附属中山医院宣布黄洋于当日15时23分去世。
4月19日下午，上海警方正式以涉嫌故意杀人罪向黄浦区人民检察院提请逮捕林森浩。上海市黄浦区人民检察院則於25日批准逮捕林森浩。
2013年5月5日，黄洋父母给时任复旦大学校长杨玉良写亲笔信，质疑学校推诿避责，官僚作风。
6月26日，上海市公安局文化保卫分局出具《上海市公安局鉴定意见通知书》，诊断称林森浩无精神异常。同年10月30日，上海市第二中级人民法院披露，上海市人民检察院第二分院对犯罪嫌疑人林某的提起的公诉已被二中院正式受理，公诉方指控涉案人林某以投毒方式故意杀人。

## 一审判决
案件于2013年11月27日9时30分在上海市第二中级人民法院C101法庭公开开庭审理。法庭审理中，林某当庭供认了起诉书指控其采用投毒的方法致黄洋死亡的事实，但对作案动机、目的等进行了辩解。法庭就林某的犯罪动机、目的、作案手段、被害人的死亡原因等展开了调查，并充分听取了庭审过程公诉人、诉讼代理人、被告人、辩护人的意见，并对证据进行了质证。至18时15分，该案庭审结束，上海市第二中级人民法院未当庭宣判。
2014年2月18日，林森浩投毒案在上海第二中级人民法院一审判决：被告人林森浩犯故意杀人罪，判处死刑，剥夺政治权利终身。法院认为，被告人林森浩为泄愤采用投放毒物的方法故意杀人，致被害人黄洋死亡，其行为已构成故意杀人罪，依法应予惩处。被告人系医学专业的研究生，又曾参与用二甲基亚硝胺进行有关的动物实验和研究，明知二甲基亚硝胺系剧毒物品，仍故意将明显超过致死量的该毒物投入饮水机中，致使黄洋饮用后中毒。在黄洋就医期间，被告人又故意隐瞒黄洋的病因，最终导致黄洋中毒死亡。法院宣判，依照《中华人民共和国刑法》，被告人林森浩犯故意杀人罪，判处死刑，剥夺政治权利终身。宣判后，林森浩父亲林尊耀当庭表示上诉。

## 二审裁定
2014年12月8日，上海市高级人民法院公开再审复旦投毒案。上午10时，复旦大学投毒案二审在上海市高级人民法院第五法庭公开审理。被告林森浩的两位辩护律师斯伟江、唐志坚当庭提交7组新证据，以证明黄洋的死不排除其自身健康原因，并就死因向法庭提出重新进行鉴定。在庭审中，被告人林森浩辩护人申请“有专门知识的人”法医胡志强到庭。庭审持续13小时，到晚上11时30分左右二审结束。法官宣布休庭，择日宣判。案件于2015年1月8日在上海市高等人民法院公开宣判，法庭裁定驳回上诉，维持原判。死刑判决将依法报请最高人民法院核准。林森浩在得知二审判决结果后声明表示，如果判决最终核准，他希望捐献遗体。开庭前，林森浩给黄洋父母手写了一封道歉信，但黄洋父母拒收。
2015年12月7日14时，林森浩于死刑复核结果公布前一天在上海市第三看守所接受央視記者專訪，再次表达了对自己行为的后悔与愧疚。
12月8日，最高人民法院下达了核准林森浩死刑的裁定书。11日，林森浩与亲人见最后一面并于同日被执行死刑。

## 社会影响
事件发生后，许多媒体公布了尚未定罪的嫌疑人的各种信息、毒物及其来源和投毒过程的细节。有专家认为，因为警方并没有公布嫌疑人的姓名以及案情细节，也没有公布有毒物质的具体细节及其来源，某些媒体违背了新闻的基本准则，肆意揣测投毒物质和毒物来源，可能涉嫌“传授犯罪方法罪”。
有记者指出，一些高校在类似的化学物品上有监管的漏洞，如果不堵住漏洞，类似案件有可能会再次发生。复旦大学宣传部副部长则声称案发之后学校做过调查，认为学校在毒药保护制度上是健全的。但也有媒体报道复旦大学在毒药保护制度上并没有取得切实的作用，实验室毒品很容易带出，甚至批评复旦大学一直在想方设法为自己洗清责任而不是为受害者及其家属的利益考虑。
而一些媒体则认为，在尚未知道详情的情况下，急切的反思并扩大化到体制层面同样是不可取的。

### 废除死刑争议
2014年5月，由复旦大学177名学生（65人来自法学院、35人来自医学院、另外77人来自其他学院）联合签名的《关于不要判林森浩同学“死刑”请求信》寄往上海市高级人民法院，另有一份《声明书》。两份文件建议上海高院给被告人林森浩一条生路，让他洗心革面，并在将来照顾受害人黄洋的父母。请求信中以“世界上已经有127个国家废除死刑”所为辩护理由之一。但受害者黄洋的父亲表示不接受请求信的内容，有观点认为学生为复旦投毒案凶手求免死是干扰司法。
被指隐身事后的推动者复旦大学管理学院教授谢百三，在5月12日承认参与此事，并称“他们（指网络上的批评者）关心的是杀不杀林森浩，我们则希望通过个案逐步推动死刑的废除”。本案二审后，中国大陆地区死刑存废的问题引起社会关注。
2014年12月12日储殷于《中国青年报》就本案发表文章反对废除死刑。反方論點認為中國目前制度是屬於半廢除死刑狀態，也就是「慎殺」的觀念才是世界最先進制度，不必盲從一些歐洲國家誤以為跟他們一樣才是進步，不能讓他們壟斷了進步的解釋權，現行司法很大程度將死刑與否交與被害人家屬意見，若能取得家屬原諒有很大機率免死，但復旦一案嫌疑人直到二審還是主張投毒是愚人節開玩笑，但法官問他“若是開玩笑，此一行動的笑點到底在哪？”這一關鍵問題，他卻無法回答，因此被認為是狡賴到底無認罪悔罪，也因此得不到被害家屬諒解，沒有不判死刑的理由。